# 쿠쿠이 박사
쿠쿠이 박사(일본어: ククイ博士)는 《포켓몬스터 썬&문》, 《포켓몬스터 썬·문》, 《포켓몬스터 울트라썬·울트라문》에 나오는 가공의 인물이다. 《포켓몬스터 썬&문》에서는 학교에서 지우와 지우의 포켓몬들, 지우의 친구, 지우의 친구의 포켓몬들을 가르치는 선생님이다. 포켓몬 카드 게임에서는 서포트로 나왔다.